# Luciano Suriani

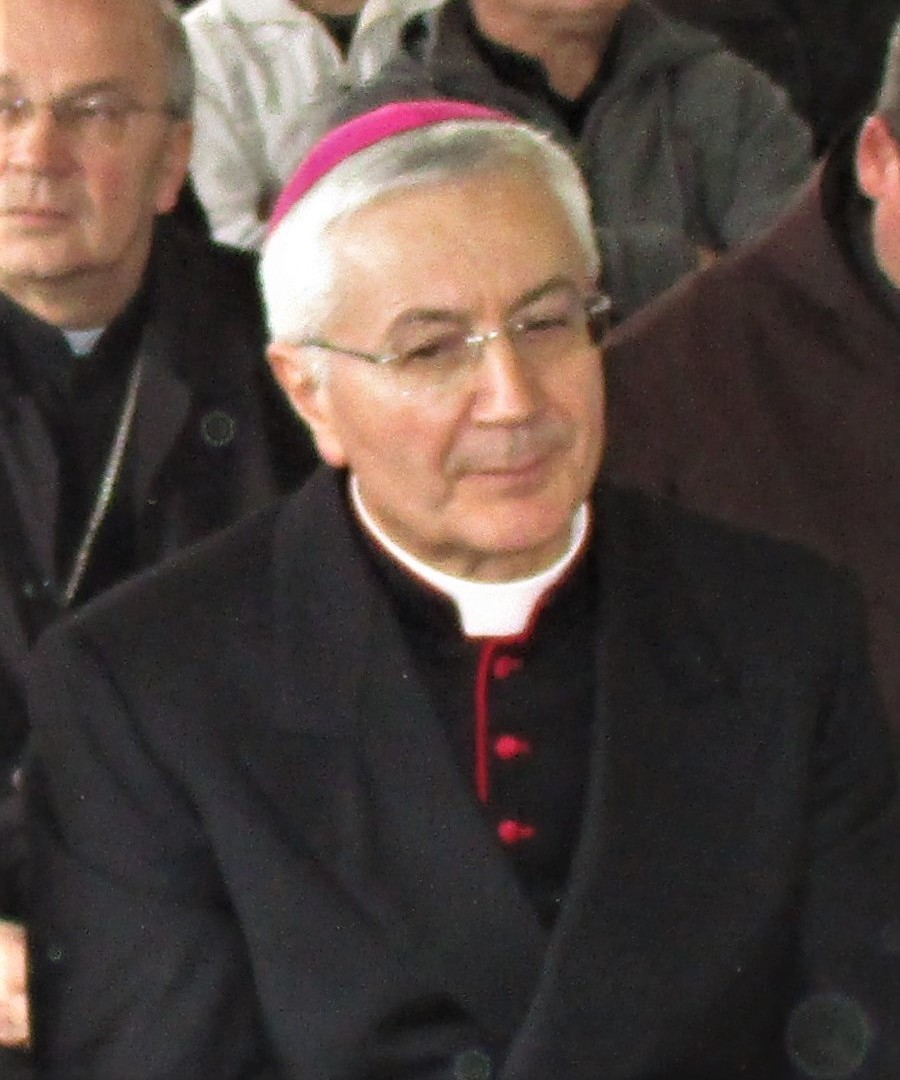
Luciano Suriani

Luciano Suriani (* 11. Januar 1957 in Atessa, Provinz Chieti) ist ein italienischer römisch-katholischer Geistlicher, Erzbischof und Diplomat des Heiligen Stuhls.

## Leben
Er empfing 1981 durch Vincenzo Fagiolo die Priesterweihe für das Erzbistum Chieti-Vasto.
Papst Benedikt XVI. ernannte ihn am 22. Februar 2008 zum Titularerzbischof von Amiternum und zum Apostolischen Nuntius in Bolivien. Die Bischofsweihe spendete ihm am 26. April desselben Jahres Kardinalstaatssekretär Tarcisio Bertone SDB; Mitkonsekratoren waren Kurienkardinal Jean-Louis Tauran und Bruno Forte, Erzbischof von Chieti-Vasto.
Von seinem Amt trat er am 21. November 2008 zurück. Am 24. September 2009 wurde er zum Delegaten des Staatssekretariates ernannt.
Papst Franziskus bestellte ihn am 7. Dezember 2015 zum Apostolischen Nuntius in Serbien. Am 13. Mai 2022 ernannte ihn Franziskus zum Apostolischen Nuntius in Bulgarien. Am 21. Mai 2022 wurde er außerdem zum Apostolischen Nuntius in Nordmazedonien ernannt.